# Kanan-sama wa Akumade Choroi
Kanan-sama wa Akumade Choroi (яп. カナン様はあくまでチョロい, Канан до чёртиков проста)  — японская манга, написанная и проиллюстрированная Nonco. Начала публиковаться в журнале сёнэн-манги Weekly Shōnen Magazine издательства Kodansha в июне 2022 года. На 2026 год  запланирована премьера аниме-адаптации, создаваемой Studio Kai.

## Сюжет
Председатель дисциплинарного комитета Муниципальной академии Хоноу Тама, популярная и спортивная студентка Канан Такакиё, на самом деле является демоном, пришедшим из мира демонов, чтобы пожирать человеческие души. Однажды Канан нацеливается на младшекурсника Ёдзи Кёги и вызывает его, но Ёдзи влюбляется в нее, и после долгих уговоров они в конечном итоге встречаются. Канан, которая только начинает влюбляться, очарована напористым Ёдзи и испытывает к нему влечение. К Канан и Ёдзи также присоединяются Ами, служанка Канан, и Жанна, неуклюжий апостол Бога из небесного царства. Ханаан и Куики проводят свою юность в бурной, но романтической комедии.

## Медиа

### Манга
Написанная и проиллюстрированная Nonco, манга начала публиковаться в журнале сёнэн-манги Weekly Shōnen Magazine издательства Kodansha с 1 июня 2022 года.
В честь выпуску 5 тома манги, вышел проморолик в котором сэйю Томори Кусуноки озвучила Канан. В 2025 году, на обложке 20 выпуске журнала Weekly Shōnen Magazine появилась популярная японская косплеерша и гравюр-айдол Моэ Иори повторившая образ Канан, из анонсирующего постера аниме-адаптации.
По состоянию на апрель 2025 года вышедшие главы были объединены в девять томов.
| №  | Дата публикации    | ISBN                   |
| -- | ------------------ | ---------------------- |
| 01 | 17 октября 2022 г. | ISBN 978-4-06-529360-7 |
| 02 | 17 января 2023 г.  | ISBN 978-4-06-530348-1 |
| 03 | 17 апреля 2023 г.  | ISBN 978-4-06-531255-1 |
| 04 | 17 августа 2023 г. | ISBN 978-4-06-532611-4 |
| 05 | 15 декабря 2023 г. | ISBN 978-4-06-533901-5 |
| 06 | 15 марта 2024 г.   | ISBN 978-4-06-534867-3 |
| 07 | 17 июля 2024 г.    | ISBN 978-4-06-536133-7 |
| 08 | 15 ноября 2024 г.  | ISBN 978-4-06-537436-8 |
| 09 | 16 апреля 2025 г.  | ISBN 978-4-06-539091-7 |
| 10 | 16 июля 2025 г.    | ISBN 978-4-06-540010-4 |

### Аниме

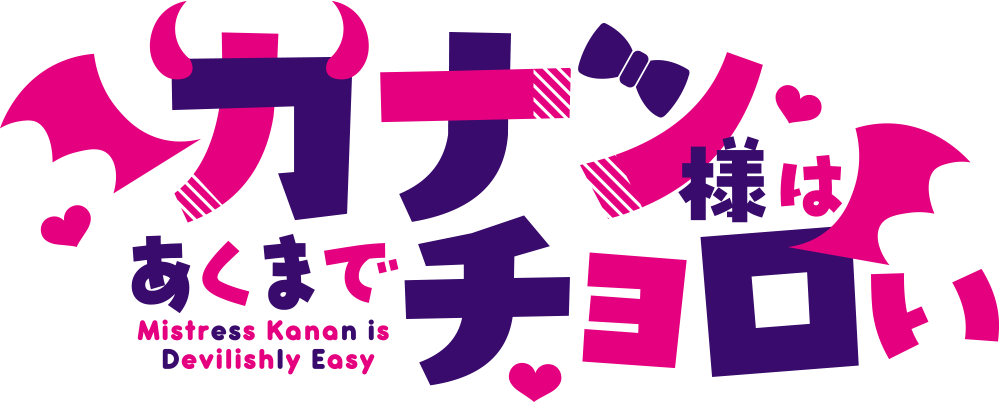
Логотип аниме-адаптации

Аниме-адаптация, была анонсирована 15 апреля 2025 года. Производством займётся Studio Kai, премьера запланирована на 2026 год.

## Восприятие

### Награды и номинации
| Год  | Награда           | Результат  | Категория      | Прим.  |
| ---- | ----------------- | ---------- | -------------- | ------ |
| 2023 | Next Manga Awards | 17-е место | Печатная манга | [ 15 ] |